# Baby James Harvest
Baby James Harvest è il quarto album della band rock britannica Barclay James Harvest, pubblicato nel 1972.

## Formazione
- John Lees - voce, chitarra, effetti speciali
- Les Holroyd - voce, tastiera, mellotron, basso
- Stuart Wolstenholme - voce, tastiera, mellotron, campane
- Mel Pritchard - batteria
- 60 piece Symphonic orchestra
- Martyn Ford - direttore d'orchestra
- Brian Day - arrangiamento e direzione fiati

## Tracce
1. Crazy (Over You) (4:09)
2. Delph Town Morn (4:43)
3. Summer Soldier (10:23)
4. Thank You (4:23)
5. One Hundred Thousand Smiles Out (6:04)
6. Moonwater (Poco Adagio) (7:22)

## Tracce edizione rimasterizzata 2002
1. Crazy (Over You) (4:09)
2. Delph Town Morn (4:43)
3. Summer Soldier (10:23)
4. Thank You (4:23)
5. One Hundred Thousand Smiles Out (6:04)
6. Moonwater (Poco Adagio) (7:22)
7. Child of Man (singolo B-side, aprile 1972)
8. I'm Over You (singolo A-side, aprile 1972)
9. When The City Sleeps (singolo B-side, 10 settembre 1972, sotto lo pseudonimo "Bombadil")
10. Breathless (singolo B-side, settembre 1972, sotto lo pseudonimo "Bombadil")
11. Thank You (versione alternativa, Old Grey Whistle Test soundtrack)
12. Medicine Man (singolo - Ottobre 1972, B-side di Harvest HAR 5058)
13. Rock and Roll Woman (singolo A-side, maggio 1973)
14. The Joker (singolo B-side, maggio 1973)
15. Child of Man (BBC Session 15 marzo 1972, previously unreleased)
16. Moonwater (2002 remix - previously unreleased)